# Nikołaj Niewski
Nikołaj Arsientjewicz Niewski (ros. Николай Арсентьевич Невский; ur. 22 lutego 1922 w Homlu, zm. 27 października 1989 w Leningradzie) – był radzieckim pułkownikiem i Bohaterem Związku Radzieckiego (1945).

## Życiorys
Był narodowości rosyjskiej. Mieszkał w Gżatsku (obecnie Gagarin) w obwodzie smoleńskim, skończył 10 klas szkoły, od 1940 służył w Armii Czerwonej. Był żołnierzem 533 pułku artylerii w Kijowskim Specjalnym Okręgu Wojskowym, w listopadzie 1941 ukończył 1 Kijowską Szkołę Artylerii ewakuowaną na Sybir. Od marca 1942 uczestniczył w wojnie z Niemcami, był dowódcą plutonu, dowódcą baterii, zastępcą dowódcy i dowódcą dywizjonu artylerii. Walczył na Froncie Północno-Zachodnim, 2 Nadbałtyckim i 1 Białoruskim, od 1943 należał do WKP(b), był trzykrotnie ranny w walkach. Brał udział m.in. w walkach na rzece Łować (1943), operacji nowosokolnickiej, operacji brzesko-lubelskiej, forsowaniu Bugu i Wisły i walkach na przyczółku puławskim (1944), operacji wiślańsko-odrzańskiej, w tym w wyzwalaniu Radomia, Tomaszowa, Jarocina i forsowaniu Pilicy, Warty, Odry i uchwyceniu przyczółka, operacji berlińskiej i walkach w rejonie Magdeburga (1945). Na przełomie lipca i sierpnia 1944 jako dowódca dywizjonu 940 pułku artylerii 370 Dywizji Piechoty 370 Dywizji Piechoty 69 Armii 1 Frontu Białoruskiego w stopniu kapitana wraz z dywizjonem odpowiadał za artyleryjskie ubezpieczanie przy forsowaniu Wisły; dowodzony przez niego dywizjon ogniem baterii zniszczył dziesiątki stanowisk ogniowych wroga na zachodnim brzegu rzeki, co umożliwiło uchwycenie przyczółka w rejonie Puław. Był ranny w tej walce, jednak pozostał na polu bitwy. W 1950 ukończył Akademię Wojskową im. Dzierżyńskiego, a w 1953 adiunkturę w niej, od kwietnia 1953 pracował jako wykładowca działu taktyki artylerii naziemnej Akademii Wojskowo-Artyleryjskiej jako kandydat nauk wojskowych i adiunkt. Od 1962 do 1971 dowodził kolejno trzema pułkami artylerii, później do 1982 wykładał w Akademii Wojskowo-Artyleryjskiej im. Kalinina, następnie zakończył służbę w stopniu pułkownika.

## Odznaczenia
- Złota Gwiazda Bohatera Związku Radzieckiego (21 lutego 1945)
- Order Lenina (21 lutego 1945)
- Order Czerwonego Sztandaru (22 lutego 1945)
- Order Suworowa III klasy (1945)
- Order Aleksandra Newskiego (4 sierpnia 1944)
- Order Wojny Ojczyźnianej I klasy (6 kwietnia 1985)
- Order Czerwonej Gwiazdy (dwukrotnie, 3 września 1942 i 30 grudnia 1956)
- Order „Za służbę Ojczyźnie w Siłach Zbrojnych ZSRR” III klasy (30 kwietnia 1975)
- Medal „Za zwycięstwo nad Niemcami w Wielkiej Wojnie Ojczyźnianej 1941–1945”
- Medal „Za wyzwolenie Warszawy”
- Medal „Za zdobycie Berlina”
- Medal jubileuszowy „30 lat Armii Radzieckiej i Floty”